# San José, Cuautinchán
San José är en ort i Mexiko.   Den ligger i kommunen Cuautinchán och delstaten Puebla, i den sydöstra delen av landet, 120 km öster om huvudstaden Mexico City. San José ligger 2 186 meter över havet och antalet invånare är 154.
Terrängen runt San José är kuperad åt nordväst, men åt sydost är den platt. Runt San José är det mycket tätbefolkat, med 2 614 invånare per kvadratkilometer. Närmaste större samhälle är Puebla de Zaragoza, 13,7 km nordväst om San José. Trakten runt San José består i huvudsak av gräsmarker.